# Гнесиолютеране
Гнесиолютеране (нем. Gnesiolutheraner) — группа лютеранских теологов, которая сформировалась во время внутрипротестантской полемики. Название происходит от фамилии Лютера и греческого прилагательного γνήσιος — истинный. Группа противопоставляла себя сторонникам Филиппа Меланхтона, именуемым филиппистами, или меланхтонистами.
Полемика активизировалась после того, как в 1548 году между императором Карлом V и протестантским правителями был заключён Аугсбургский интерим. Протестантам пришлось пойти на значительные уступки. Но это вызывало ожесточённые споры между сторонниками компромисса с католиками и его непримиримыми противниками. Помимо этого дискуссии велись и вокруг спорных вопросов с кальвинистами.
Полемика включала в себя несколько диспутов:
- Адиафорический спор
- Антиномистский спор
- Майористский спор (по имени Георга Майора)
- Озиандеровский спор (по имени Андреаса Озиандера)
- Синергистский спор
- Спор о причастии

К гнесиолютеранам первоначально относились следующие теологи: Маттиас Флациус, Николаус фон Амсдорф, Николаус Галлюс, Иоганн Виганд, Маттеус Юдекс, Каспар Аквила, Иоахим Мёрлин, Тимотеус Кирхнер, Иоахим Вестфаль и Тилеманн Хесхус.
Полемика приняла настолько выраженный характер, что в дело примирения теологов пришлось вмешаться курфюрсту Саксонии Августу. Собранная им группа теологов (как гнесиолютеран, так и филиппистов) в конце концов нашла приемлемые для обеих сторон формулировки, которые легли в основу «Формулы Согласия» (1580 год).